# Полет 739 на „Флайинг Тайгър Лайн“
Полет 739 на „Флайинг Тайгър Лайн“ е полет от военновъздушната база „Травис“ в Калифорния, до международното летище „Тансоннят“ в Сайгон, Южен Виетнам със самолет „Локхийд Супер Констелейшън L-1049H“, който изчезва на 16 март 1962 г. над западната част на Тихия океан. Самолетът, нает от армията на Съединените американски щати, превозва 96 военни пътници. След зареждане с гориво в базата на военновъздушните сили „Андерсен“ в Гуам „Супер Констелейшън“ изчезва по време на път за военновъздушната база „Кларк“ във Филипините. Всички 107 души на борда са обявени за изчезнали и се смятат за мъртви.
Изчезването на самолета предизвиква едно от най-големите въздушни и морски издирвания в историята на Тихия океан. Самолети и надводни кораби от четири клона на американската армия претърсват повече от 520 000 km2 в продължение на 8 дни. Цивилен танкер забелязва нещо като експлозия по време на полет, но не са намерени следи от останки или отломки.
Бордът по гражданска аеронавтика установява, че въз основа на наблюденията на танкера самолетът при полет 739 вероятно експлодира по време на полет, въпреки че точната причина не може да бъде определена без изследване на останките от самолета. Това е най-смъртоносният авиационен инцидент с единичен самолет, който включва „Супер Констелейшън“, и се предполага, че е второто най-смъртоносно изчезване на самолет след полет 370 на „Малайзия Еърлайнс“.